# Camel (cigarety)
Camel je značka cigaret založená v létě roku 1913 americkou společností RJ Reynolds Tobacco, a to ve městě Winston-Salem, kterému se dlouho neřeklo jinak než „Camel City.“ V České republice je v současné době distributorem společnost JT International. Až do nástupu značky Marlboro se jednalo o nejprodávanější cigarety vůbec.

## Historie

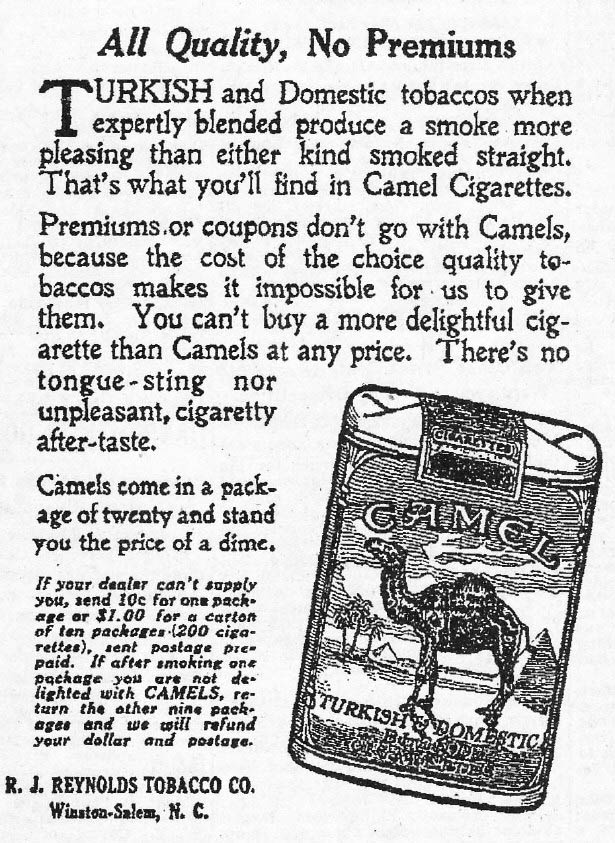
americká reklama z roku 1915

Camel se začaly vyrábět v roce 1913 americkou společností RJ Reynolds Tobacco. Právě tato společnost vyvinula revoluční průmyslově balené cigarety. V dané době lidé preferovali vlastnoručně balené cigarety, k cigaretám Camel tak byli zpočátku skeptičtí. Jen o rok později se ale cigaret prodalo více než 425 milionů krabiček. Důvodů tohoto velkého úspěchu bylo hned několik. Oproti konkurenčním značkám měly cigarety Camel mnohem jemnější chuť a jejich dým nevoněl jako doutníkový, ale právě jako cigaretový.
Do roku 2012 byla značka Camel nejpopulárnější značkou společnosti RJ Reynolds Tobacco, od tohoto roku převzala tuto popularitu značka Pall Mall.

## Legenda
S historickým vznikem se pojí známá legenda o tureckém šejkovi. Tomu se jednoho dne údajně rozbila jeho oblíbená dýmka, a protože nová byla těžko k sehnání, nemohl kouřit. Byl ale na tabáku silně závislý, rozhodl se proto prozatímně balit tabák do papíru. Toto spatřili evropští misionáři a zprávu roznesli široko daleko.

## Propagace
Do Evropy se americké cigarety dostaly díky své dceřiné společnosti. Vítal je stejný úspěch jako na americkém kontinentu. Například na Balkánském poloostrově se na chvíli staly takovou legendou, že někteří lidé užívali slovo Camel synonymum pro krabičku cigaret.
Cigarety měly velice výraznou reklamu. Tváří značky se stal Joe Camel. Jednalo se o antropomorfně karikaturního velblouda nosícího sluneční brýle. I přesto, že byla reklama údajně směřována na dospělé jedince, velblouda si pamatovaly především děti předškolního a časného školního věku, a to často mnohem více než známě dětské pohádkové postavy. Nejen v důsledku toho tak cigarety Camel v devadesátých letech změnily svůj design.
Tento svůj design změnily cigarety Camel ještě několikrát. Například v roce 2012 byl sjednocen vzhled krabiček pod heslem Camel v nových křivkách. Hrany krabiček se tak zaoblily a cigarety tak mohou lákat svým uceleným dojmem.
Poslední novinkou jsou retro krabičky roku 2013 související se stým výročím od založení značky.

## Varianty
Ve světě existují různé varianty cigaret Camel. V České republice jsou v současnosti k dostání tyto:
- Camel Active Freshness (praskací, mačkací, nové kamelky) – novinka na českém trhu od roku 2013. Cigarety se vyznačují klasickou chutí Camel Blue, po zmáčknutí kapsle uvnitř filtru je zde možnost aktivovat chuť svěží.
- Camel Black – lehké cigarety ve stylové krabičce.
- Camel Blue (modré kamelky) – klasická lehká varianta.
- Camel Filters (žluté kamelky) – klasická varianta.
- Camel No Filter (žluté kamelky bez filtru) - bezfiltrová varianta žlutých kamelek. Charakteristickým znakem je měkký obal a nižší cena.
- Camel Silver – velmi lehká varianta cigaret.
- Camel White – lehké cigarety ve stylové krabičce.
- Camel Activate Double - Borůvková a mentolová chuť připravena k prasknutí.
- Camel Short Filters - krátké žluté kamelky